# Жигжидсурен, Пурев
Пурев Жигжидсурен (род. 20 апреля 1947) — монгольский шахматист, международный мастер (1988), тренер.
В составе сборной Монголии участник 4-х Олимпиад (1970—1972, 1980—1982)

## Изменения рейтинга
| Графики недоступны из-за технических проблем. См. информацию на Фабрикаторе и на mediawiki.org. |